# クリス・コルバート
クリス・コルバート（Chris Colbert、1996年9月27日 - ）は、アメリカ合衆国のプロボクサー。ニューヨークブルックリン区出身。元WBA世界スーパーフェザー級暫定王者。

## 来歴

### アマチュア時代
2014年1月、全米ユース選手権にフライ級(52kg)で出場し、準々決勝でブランドン・フィゲロアに敗退した。同年5月、ナショナル・ゴールデン・グローブにフライ級(52kg)で出場し、準決勝で敗退した。
2015年1月、全米選手権にバンタム級(56kg)で出場し、優勝した。

### プロ時代
2015年5月29日、ニューヨークのバークレイズ・センターでプロデビュー戦を行い、2回1分31秒TKO勝ちを収めた。
2019年9月21日、カリフォルニア州ベーカーズフィールドのメチェニクス・バンク・シアター・アンド・コンベンション・センターでミゲール・ベルトラン・ジュニアとNABA北米ライト級王座決定戦を行い、初回2分57秒KO勝ちを収めた。
2020年1月18日、フィラデルフィアのリアコウラス・センターで元WBA世界スーパーフェザー級暫定王者でWBA世界スーパーフェザー級10位のジェスレル・コラレスとWBA世界スーパーフェザー級暫定王座決定戦を行い、12回3-0（116-111、2者が117-110）の判定勝ちで王座を獲得した。
2020年12月12日、モヒガン・サン・アリーナでWBA世界スーパーフェザー級2位ハイメ・アーボレダと対戦し、11回1分37秒TKO勝ちを収め初防衛に成功した。
2021年7月3日、カリフォルニア州のディグニティ・ヘルス・スポーツ・パーク・テニスコートでWBA世界フェザー級4位のツグスソグ・ニヤンバヤルと対戦し、12回3-0（118-110×2、117-111）の判定勝ちで2度目の防衛に成功した。この試合でコルバートは15万ドル（1660万円）、ニヤンバヤルは7万5千ドル（830万円）のファイトマネーを稼いだ。
2021年8月25日、WBAは暫定王座を廃止すると共に指名挑戦権を付与する措置を行った。
2022年2月26日、ラスベガスのコスモポリタンでエクトール・ルイス・ガルシアとノンタイトル12回戦で対戦。試合前のオッズでは1.04倍対9倍でコルバートの圧倒的有利と目されていたが、7回にダウンを奪われるなど圧倒され、大番狂わせとなる0-3の判定負けを喫した。当初はWBA世界スーパーフェザー級王者ロジャー・グティエレスと対戦予定だったが、試合の約2週間前にグティエレスが新型コロナウイルスに感染して試合欠場が決まりガルシアが代役として抜擢されていた。
2023年12月17日、ミネソタ州ミネアポリスのミネアポリス・アーモリーで行われたチャンピオンシップ・ボクシング最終回興行のデビッド・モレル 対 セナ・アグベコ戦の前座でWBA世界スーパーフェザー級9位のホセ・バレンズエラとWBA世界ライト級挑戦者決定戦を行い、6回1分46秒KO負けを喫しジャーボンテイ・デービスとの挑戦権獲得に失敗した。

## 戦績
- プロボクシング：19戦17勝 (6KO) 2敗

| 戦           | 日付           | 勝敗 | 時間     | 内容    | 対戦相手                       | 国籍           | 備考                                    |
| ------------ | -------------- | ---- | -------- | ------- | ------------------------------ | -------------- | --------------------------------------- |
| 1            | 2015年5月29日  | ☆    | 2R 1:31  | TKO     | マルクィス・ピィエルス         | アメリカ合衆国 | プロデビュー戦                          |
| 2            | 2015年6月27日  | ☆    | 4R 1:48  | TKO     | ベンジャミン・ブルゴス         | アメリカ合衆国 |                                         |
| 3            | 2015年9月22日  | ☆    | 4R       | 判定3-0 | ホセ・カルモナ                 | プエルトリコ   |                                         |
| 4            | 2015年12月29日 | ☆    | 6R       | 判定3-0 | デリック・ビビンス             | アメリカ合衆国 |                                         |
| 5            | 2016年6月28日  | ☆    | 6R       | 判定3-0 | アントニオ・デュボース         | アメリカ合衆国 |                                         |
| 6            | 2017年3月17日  | ☆    | 6R       | 判定3-0 | ウィルフレド・アリーガ         | プエルトリコ   |                                         |
| 7            | 2017年11月4日  | ☆    | 8R       | 判定3-0 | ティトゥス・ウィリアムス       | アメリカ合衆国 |                                         |
| 8            | 2018年4月13日  | ☆    | 7R 終了  | TKO     | オースティン・デューレイ       | アメリカ合衆国 |                                         |
| 9            | 2018年9月8日   | ☆    | 8R       | 判定3-0 | ファシォン・ファッシノウ       | ベナン         |                                         |
| 10           | 2019年1月26日  | ☆    | 8R       | 判定3-0 | ジュシュア・ヘルナンデス       | アメリカ合衆国 |                                         |
| 11           | 2019年4月13日  | ☆    | 2R 1:59  | TKO     | マリオ・ブリオネス             | メキシコ       |                                         |
| 12           | 2019年6月23日  | ☆    | 8R       | 判定3-0 | アルベルト・メルカド           | プエルトリコ   |                                         |
| 13           | 2019年9月21日  | ☆    | 1R 2:57  | KO      | ミゲール・ベルトラン・ジュニア | メキシコ       | NABA北米ライト級王座決定戦              |
| 14           | 2020年1月18日  | ☆    | 12R      | 判定3-0 | ジェスレル・コラレス           | パナマ         | WBA世界スーパーフェザー級暫定王座決定戦 |
| 15           | 2020年12月12日 | ☆    | 11R 1:37 | TKO     | ハイメ・アーボレダ             | パナマ         | WBA暫定防衛1                            |
| 16           | 2021年7月3日   | ☆    | 12R      | 判定3-0 | ツグスソグ・ニヤンバヤル       | モンゴル       | WBA暫定防衛2→廃止                       |
| 17           | 2022年2月26日  | ★    | 12R      | 判定0-3 | エクトール・ルイス・ガルシア   | ドミニカ共和国 |                                         |
| 18           | 2023年3月25日  | ☆    | 10R      | 判定3-0 | ホセ・バレンズエラ             | アメリカ合衆国 |                                         |
| 19           | 2023年12月16日 | ★    | 6R 1:46  | KO      | ホセ・バレンズエラ             | アメリカ合衆国 | WBA世界ライト級挑戦者決定戦             |
| テンプレート |                |      |          |         |                                |                |                                         |

## 獲得タイトル
- NABA北米ライト級王座
- WBA世界スーパーフェザー級暫定王座（防衛2=廃止）